# Guy-Michel Landel
Guy-Michel Landel (* 3. Juli 1990 in Conakry) ist ein guineischer Fußballspieler.

## Karriere

### Verein
Landel begann mit dem Profifußball 2008 beim französischen Verein Le Mans FC und spielte hier bis ins Jahr 2013.
In der Sommertransferperiode 2013 heuerte Landel beim türkischen Zweitligisten Orduspor an. Zur Rückrunde 2014/15 wechselte er zum türkischen Erstligisten Gençlerbirliği Ankara.
Nach zwei Jahren bei den türkischen Hauptstädtern zog er im Januar 2017 innerhalb der Süper Lig zu Alanyaspor weiter.

### Nationalmannschaft
Landel wurde 2013 einmal in die Guineische Nationalmannschaft nominiert und gab in der Begegnung gegen Simbabwe sein Länderspieldebüt.